# Las Mesas (Nariño)
Las Mesas es un centro poblado del municipio de El Tablón de Gómez. Se encuentra ubicado en la parte norte del departamento de Nariño, al sur de Colombia, su nombre alude a las series de mesetas que conforman el relieve de la región. 
También llamado el Paraíso Terrenal, es un lugar donde cada persona se podrá encontrar más cerca del paraíso

## Historia
Las Mesas fue fundado en el año de 1787 por don Pascual Delgado, comerciante de la ciudad de Quito quien viajaba hasta la ciudad de Popayán. Se dice que quedó sorprendido con estas tierras y las compró a don Lorenzo Gómez, fundador de El Tablón de Gómez, por 14 patacones, un zurrón de miel y un gato.
Cuando Delgado llegó a sus nuevas tierras, descubrió que ya estaban habitadas por indígenas. La suerte que corrieron los primeros pobladores es ignota pues no hay información disponible. Recientes investigaciones indican que Las Mesas fue fundado inicialmente en los predios de la actual vereda de San Rafael, pero las cinco erupciones volcánicas de los años 1890 -que sucede la primera vez y después de esta cada dos o tres hasta 1910, destruyen y volvieron cenizas el pueblo. Después, el pueblo es fundado de nuevo donde está construido actualmente por la Familia Palacios Enríquez, quienes empezaron con el convento, el templo, la escuela y otras instituciones. Destaca la presencia en estos sucesos de la señora Mama Ursulina y sus hermanas, enterradas en el templo local.

## Vías de comunicación
Para llegar a Las Mesas desde Pasto se toma la carretera Panamericana en sentido norte, hasta llegar al punto denominado cruce de Daza. Desde allí se toma la vía que conduce al municipio de Buesaco. Se continúa por caminos de tierra pasando por los pueblos de Santa María, Juanambú y El Tablón de Gómez, hasta llegar a Las Mesas.
La otra vía es por Buesaco derecho vía a la San Jose de Alban, Nariño al llegar al municipio de Alban se toma a la derecha por caminos de tierra pasando por la Vereda viña y sigue hacia arriba a llegar a la vereda Tambo Alto y baja y por el centro poblado San Bosco continua por esa vía hasta llegar a la población de Las Mesas. 
Las vías de comunicación no están suficientemente desarrolladas como para evitar problemas de acceso al centro poblado en época de lluvias. El gobierno local ha realizado inversiones en la adecuación de la vía principal y en la apertura de vías alternas.

## Economía
Además, del centro poblado Las Mesas. Tiene bajo su área de influencia las veredas: Los Yungas, Doña Juana, San Rafael, El Plan, San Francisco, La Florida, El Carmelo, El Silencio, María Inmaculada, Valmaria, Gavilla Alta, Gavilla Baja, La Esperanza, Providencia, el cedro y el casco urbano. Tiene una extensión de 1000 hectáreas distribuidas en diferentes pisos climáticos. Esta variedad climática permite una producción agrícola diversificada en la que se destaca el cultivo de café, fique, maíz, arveja, entre otros. También se destaca la producción ganadera que se ha incrementado por la presencia de una empresa de lácteos, fomentada por un convenio con la alcaldía. 